# Bocca della Verità

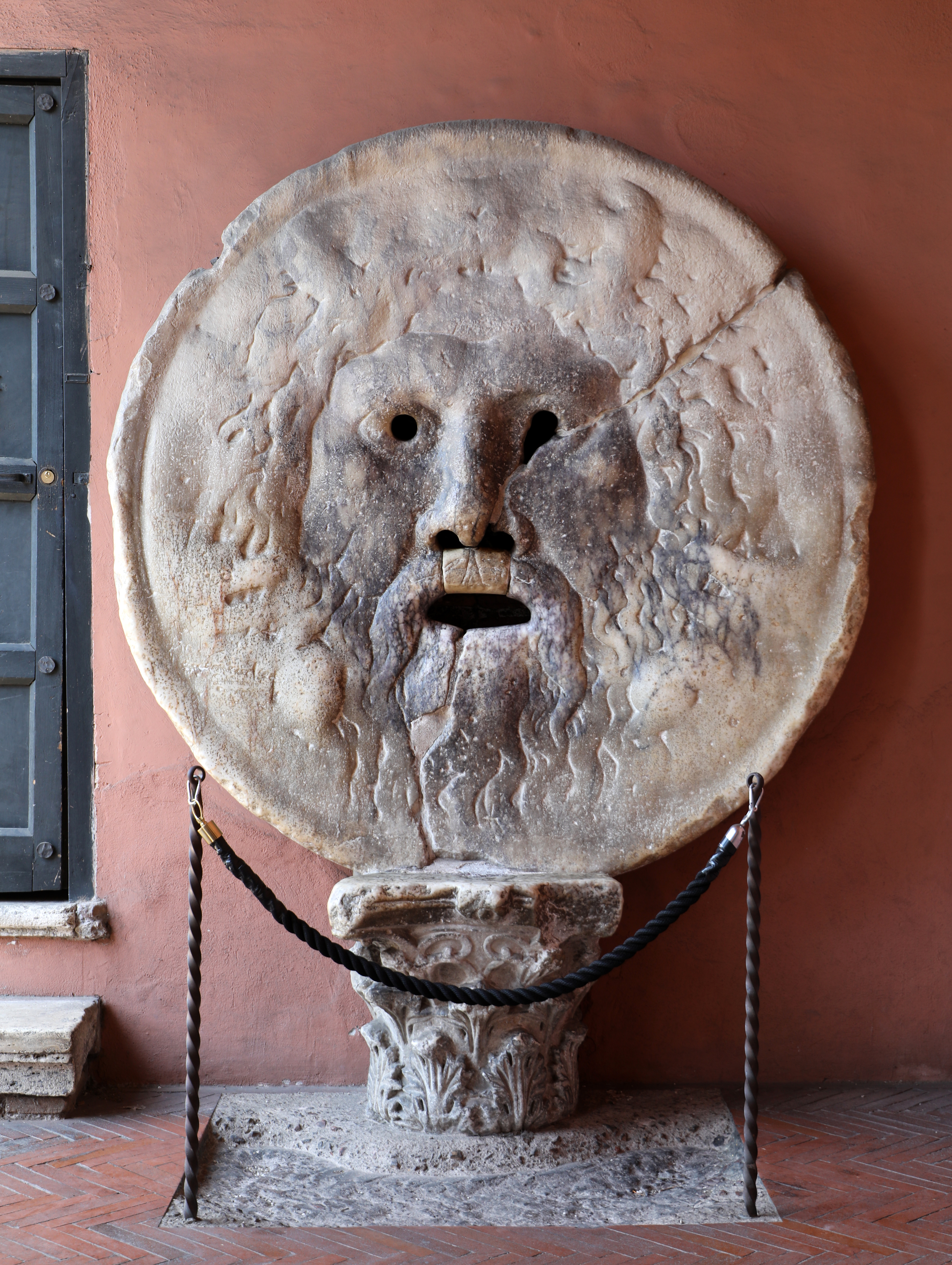
La Bocca della Verità, em Santa Maria in Cosmedin.

La Bocca della Verità ou A Boca da Verdade é uma imagem esculpida em mármore pavonazzo de uma face humanoide que fica no pórtico de Santa Maria in Cosmedin, em Roma, Itália. Acredita-se que a escultura tenha sido parte de uma fonte romana antiga ou, talvez, um tampão de bueiro, e retrate um entre vários possíveis deuses romanos, provavelmente Oceano. A maior parte dos romanos acredita que a Bocca representa o antigo deus fluvial do rio Tibre.
A mais famosa característica da Bocca é seu papel como detector de mentiras. Desde a Idade Média, acredita-se que se alguém contar uma mentira com a mão na boca da escultura, ela se fecharia "mordendo" a mão do mentiroso. Existe ainda uma antiga lenda medieval, que se atribui incorretamente ao poeta romano Virgílio, de uma imperatriz romana que teria conseguido enganar o marido durante um julgamento usando a Bocca. Este tema, raro na arte medieval e renascentista, era parte do topos literário do "Poder das Mulheres". A peça foi colocada no pórtico da igreja no século XVII.